# Pommfritz
Pommfritz ist eine oberschwäbische Band. Die Formation wurde 1982 gegründet und besteht aktuell aus fünf Musikern. Pommfritz ist bekannt für ihre Lieder mit schwäbischem Dialekt.
Mit über 150.000 verkauften Tonträgern und über 1.000 Live-Konzerten hat Pommfritz im süddeutschen Raum Kult-Status erlangt. Im Jahr 2012 feierte die Band ihr 30-jähriges Bestehen auf dem Marktplatz in Biberach an der Riß. Auf den Bezug zum Schwabenland baut auch der VfB Stuttgart. Im Jahr 2013 rief Radio7 seine Hörer auf für die neue Hymne des Vereins auf, das Pommfritz mit dem Hit Mir im Süda von Deutschland gewann.

## Diskografie
- Live in Biberach – CD (2017)
- NuieLiadrAlteHitzondalteGrend – CD (2008)
- S'exgras – CD (2004)
- Live(ig) – CD (2001)
- Almfieber – CD (1999)
- Apres-Ski-Single – CD (1999)
- The Hitz – CD (1998)
- Danz Zaziki – Single-CD (1998)
- PFUI – CD (1997)
- gaada pardi – CD (1996)
- VFB-I steh zu Dir – Fan-Single-CD (1995)
- Oxatour – CD (1994)
- Aus em wilda Süda – CD+MC (1993)
- Schwäbisch Lektion 1 – CD+LP+MC (1992)